# Gare de Bois-le-Roi
Gare de Bois-le-Roi – stacja kolejowa w Bois-le-Roi, w departamencie Sekwana i Marna, w regionie Île-de-France, we Francji.
Została otwarta w 1849. Jest stacją Société nationale des chemins de fer français (SNCF), obsługiwaną przez pociągi Transilien linii R.

## Położenie
Znajduje się 78 m n.p.m., na 50,896 km linii Paryż – Marsylia między dworcem Melun i przystankiem Fontainebleau-Forêt.

## Historia

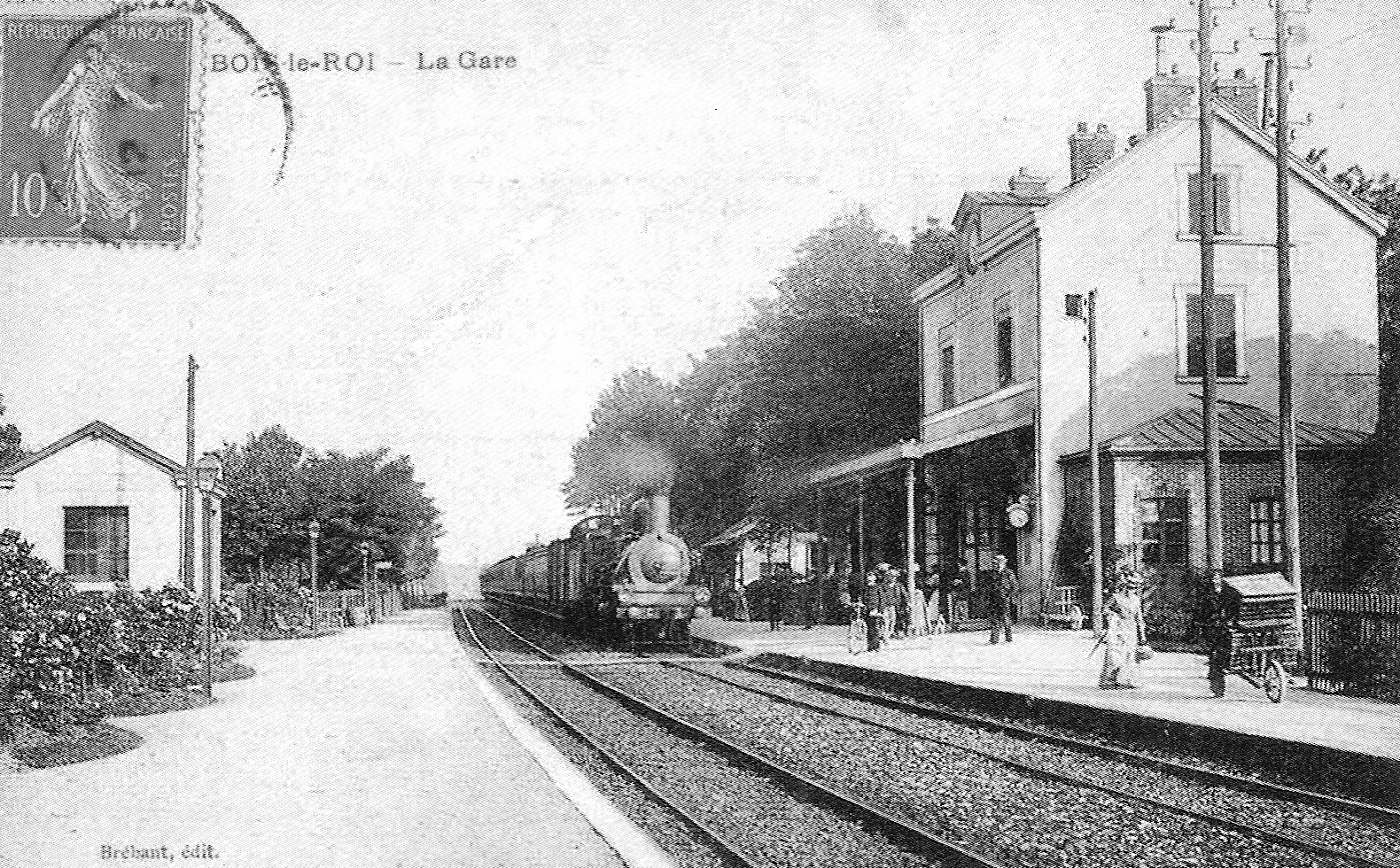
Kartka pocztowa z wizerunkiem dworca z XX wieku

Stacja Bois-le-Roi została otwarta 3 stycznia 1849 przez État. W 1852 roku stała się częścią Compagnie du chemin de fer de Paris à Lyon, następnie w 1857 roku Compagnie du chemin de fer Paris-Lyon-Méditerranée (PLM).
W 1866 roku, cena biletu na odcinku Paryżu - Bois-le-Roi wynosiła 5,70 F w 1. klasie, 4.30 F w 2. klasie i 3.15 F w 3. klasie.
Liczba pasażerów korzystających codziennie z dworca wynosiła 1588 w 2009 i 1610 w 2011.

## Usługi dla pasażerów

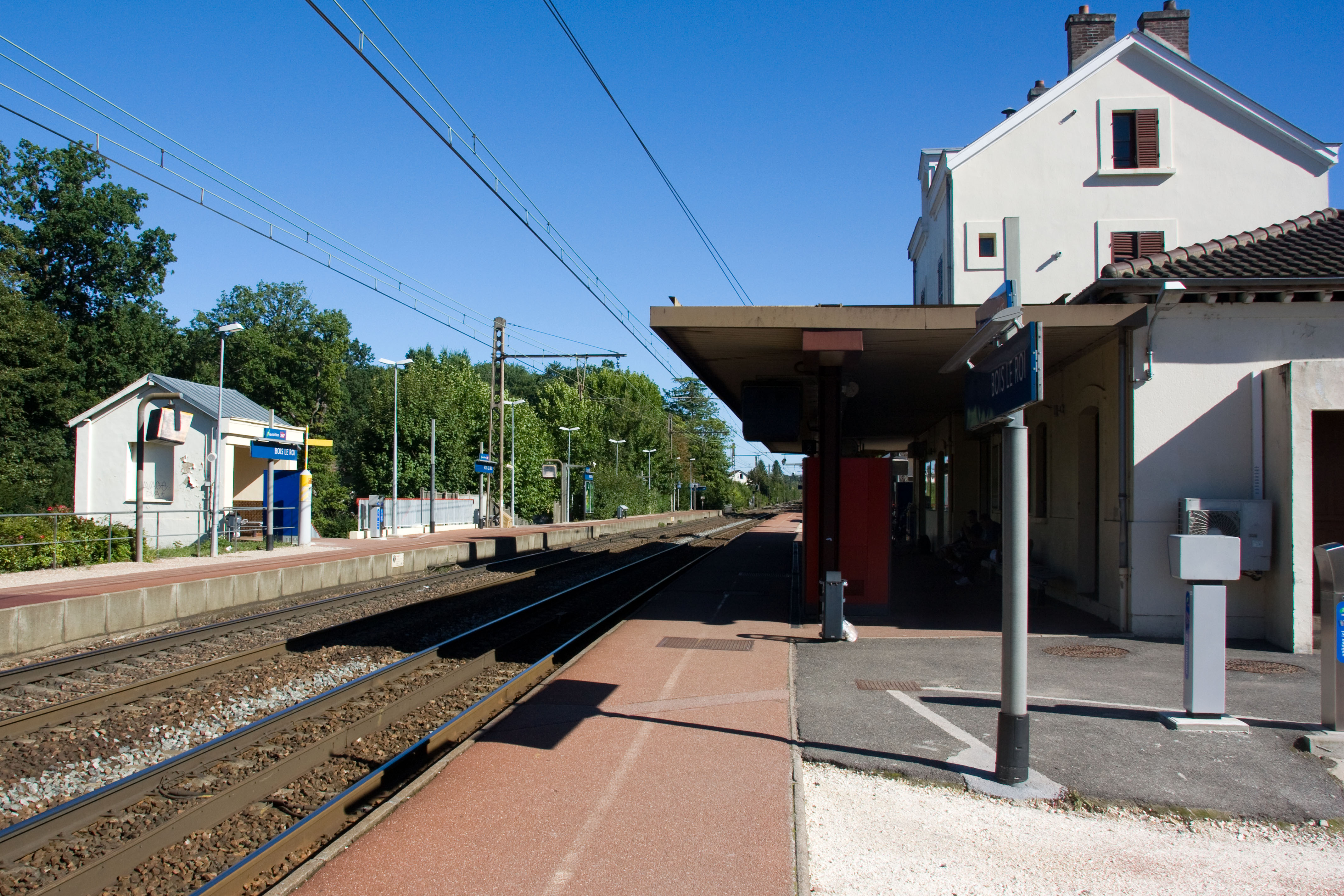
Widok na perony

Dworzec obsługiwanym jest przez pociągi TER Bourgogne i Transilien. Pociągi kursują codziennie pomiędzy 6 a 19:40. Stacja posiada także kasy biletowe. Dostęp na perony zapewnia przejście podziemnie
Stacja posiada bezpłatny parking o pojemności 300 miejsc. Droga tranzytowa umożliwia dojazd do przystanku linii 44 i 45 sieci autobusowej Veolia Samoreau.